# 陳建仁
陳 建仁（ちん けんじん、1951年〈民国40年〉6月6日 - ）は、中華民国（台湾）の疫学家、政治家（民主進歩党所属）。第11代副総統、第31代行政院長を歴任した。2016年総統選挙に出馬する前は輔仁大学理事であり、退任後は同大学に戻り再び理事を務めているほか、劉建仁記念講座の初代教授を担当した。

## 略歴
1951年6月6日、台湾高雄県旗山鎮（現・高雄市旗山区）生まれ。1973年に国立台湾大学動物学科卒業後、1977年に医学部の大学院「公共衛生研究所」で修士号を取得し、国立台湾大学での教員となる。その後渡米し、米国の1983年ジョンズ・ホプキンズ大学公共衛生学部流行病および人類遺伝学の大学院で博士号を取得。1994年からはテュレーン大学（公衆衛生学）研究員兼任教授。大学教員時にはB型肝炎や小児麻痺、肺癌、鼻咽頭癌などの研究に力を注いだ。同時にヒ素中毒研究の国際的な第一人者であり、嘉南平原で発生していた烏脚病の調査隊に参加している。

2003年5月18日から2005年2月16日まで、行政院衛生署（衛生福利部の前身）で署長を務め、重症急性呼吸器症候群 (SARS) 流行の際にはトップダウン方式の明確な対応と強いリーダーシップで感染拡大防止に尽力した。
2006年1月25日から2008年5月19日まで、行政院国家科学委員会主任委員（委員会は科技部の前身、主任委員はその長）を務め、2011年10月19日から2015年11月23日まで、中央研究院副院長を務めた。
2015年11月16日、2016年中華民国総統選挙候補者の蔡英文（民主進歩党）から副総統候補に指名された。
2016年1月16日、総統選の結果、蔡英文とペアで当選した。
2016年5月20日、第11代副総統に就任した。
2019年11月17日、蔡英文が2020年中華民国総統選挙の副総統候補に頼清徳を選んだため、中華民国副総統の退任が決まる。
退任を控えた2020年5月18日、蔡英文から史上4人目となる中山勲章を授与された。規定上は副総統退任後も恩給の受給や送迎車などの待遇が得られることになっているが、本人はこうした待遇を辞退し、引き続き中央研究院での研究に従事することを公表した。副総統待遇を辞退した例は過去になく、陳が初となる。
2020年6月6日の誕生日には国立中山大学から名誉博士号を授与された。
長らく無所属だったが、2021年末に蔡英文が推薦人となって民進党への入党手続を行い、2022年2月に党台北支部での入党審査を通過している。
2023年1月25日、行政院長の辞任を表明した蘇貞昌の後任に就任することが総統府より発表された。同月31日に就任した。
2024年1月13日に総統選挙と立法委員選挙が執行され、新規の立法院招集を前に1月18日に内閣総辞職を決定したが、蔡英文総統より慰留された。

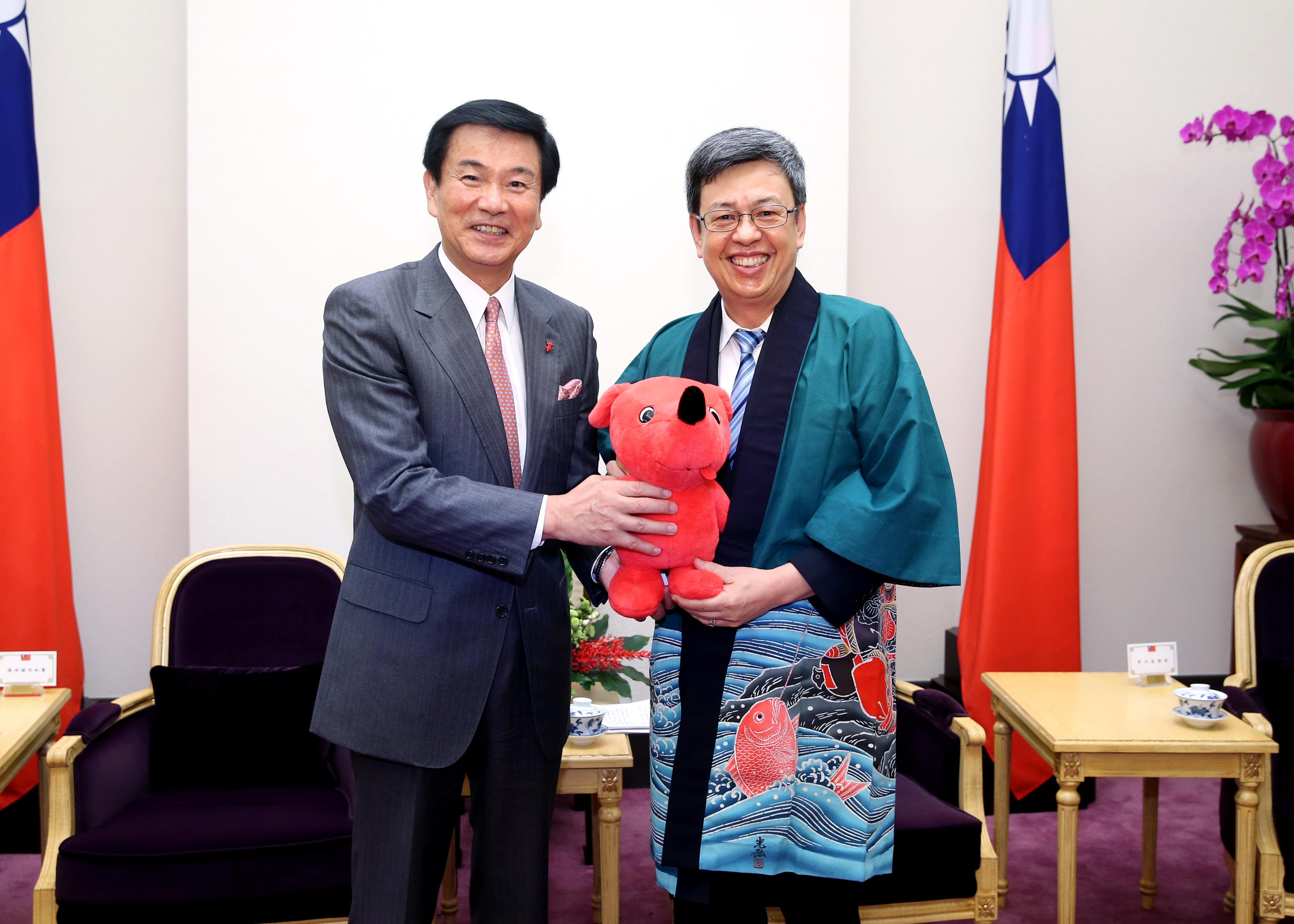
副総統時代。千葉県知事・森田健作と（2016年8月）
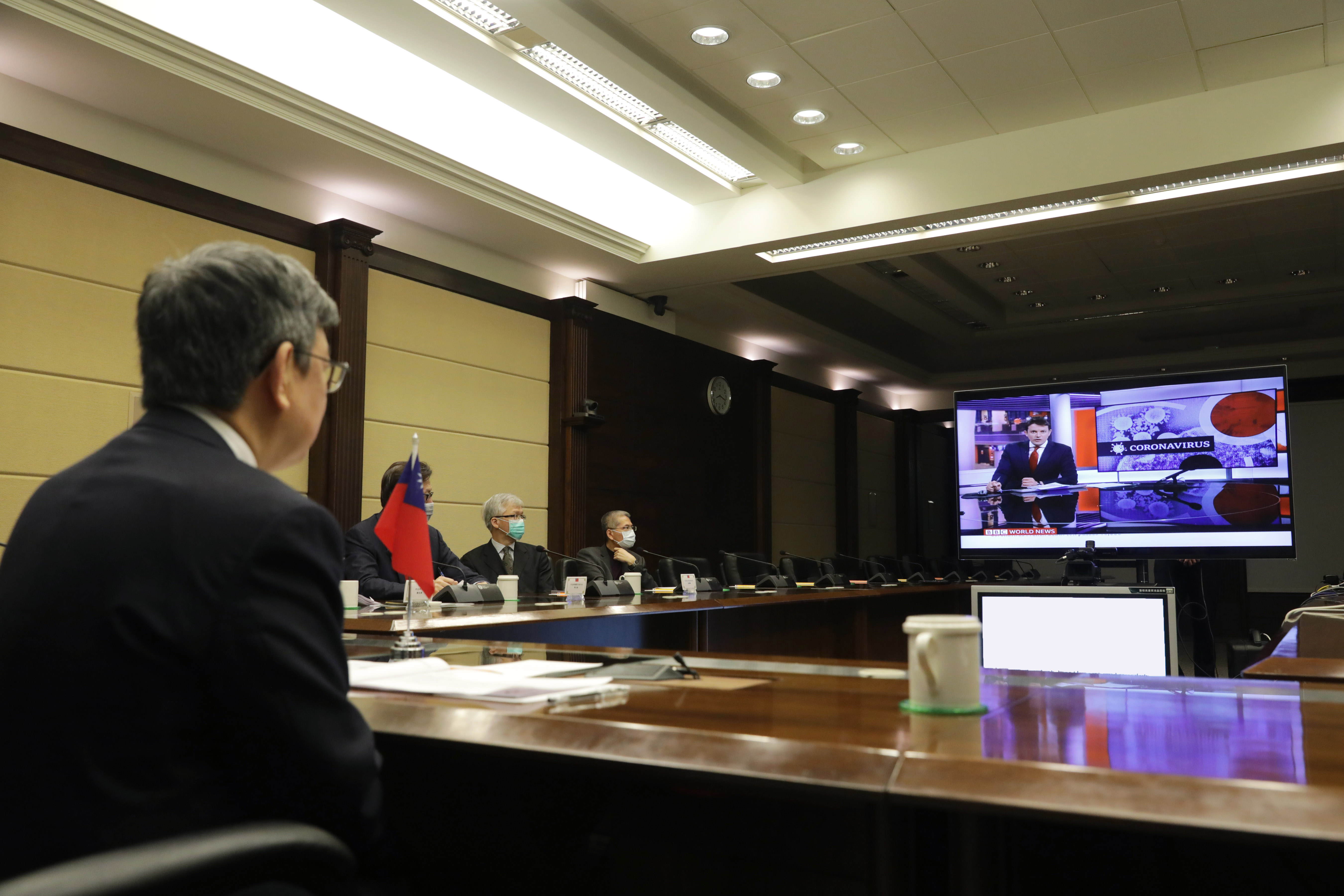
英国・BBCとのテレビ電話インタビューに応じる（2020年4月8日）
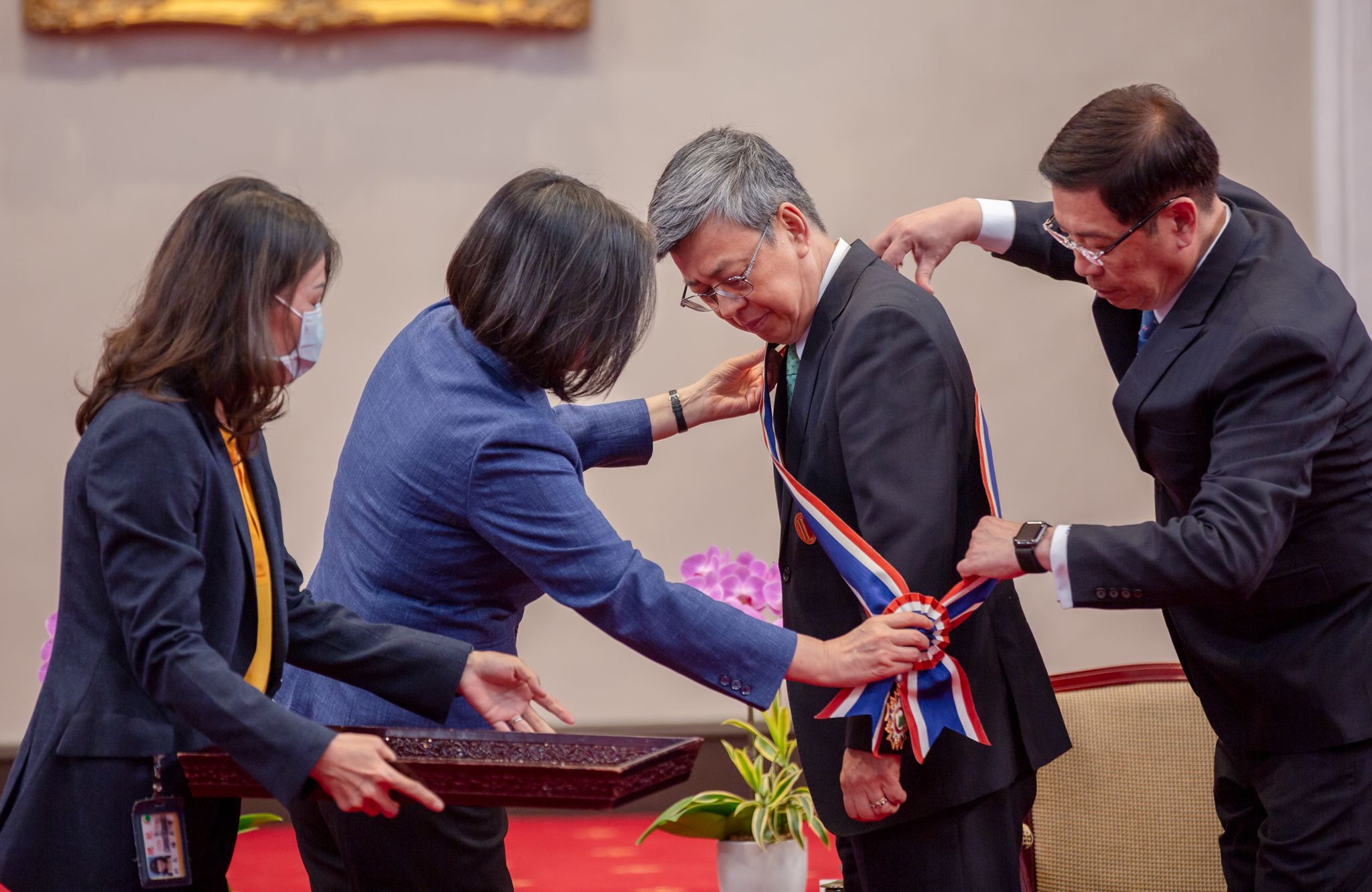
中山勲章受章（2020年5月18日）

### 新型コロナウイルス
副総統任期末期に発生した新型コロナウイルス感染症 (COVID-19) での防疫対応では、政権内での多数のSARS対応経験者の一人として、また専門家の立場から医学的知見での助言や発信を積極的に行い、中央流行疫情指揮中心の指揮官陳時中（衛生福利部部長）を後方支援した。
高端疫苗生物製剤（高端、メディジェン）による国産ワクチン「MVC-COV1901」開発段階でも臨床試験に参加している。

## 人物
父の陳新安は高雄県長を務めた経験がある。
大聖グレゴリウス勲章とエルサレム聖墳墓騎士団の「騎士」の称号を持っている。熱心なカトリック信者であるとされるが、2015年10月24日にカトリック教会が世界代表司教会議で同性婚は認めないと強調した翌月の11月18日にインタビューで同性婚の問題を問われ、「個人はそれぞれ幸福な生活を追求する権利があり、同性愛者も例外ではない。彼等も私たちと同じ様で、同じでない性的傾向があるだけ」、「同性愛者も生命の理念、生活の自由を追求する権利があるが、同性婚について語るならば社会的なコンセンサスが必要かもしれない」と語った。
教授時代の教え子だった陳其邁（台大で公衆衛生修士）とは、SARS時に衛生署署長と立法委員という間柄で、防疫政策での予算や法案審議で立法院と行政院間の協調を図ったが、2020年の新型コロナウイルスでも副総統と行政院副院長という立場で再度師弟が共闘することになった。
温厚な性格から国民からは「大仁哥（ターレングァ、仁兄さんの意。）」と呼ばれて親しまれている。蔡英文もこの愛称を用いるが、教え子の陳其邁は建仁の副総統退任時に寄せたコメントでも「老師（先生）」と呼び続けていた。

## 選挙記録
| 年度 | 選挙                   | 選挙区                 | 所属政党 | 得票数    | 得票率 | 当選 | 注釈   |
| ---- | ---------------------- | ---------------------- | -------- | --------- | ------ | ---- | ------ |
| 2016 | 第14期総統・副総統選挙 | 第14期総統・副総統選挙 | 無党籍   | 6,894,744 | 56.12% |      | [ 37 ] |

## 受章

### 学術
| 年        | 国家               | 名称                                                                                       |
| --------- | ------------------ | ------------------------------------------------------------------------------------------ |
| 1983-1985 | 中華民国の旗       | 行政院国家科学委員会甲種研究奨                                                             |
| 1986-1994 | 中華民国の旗       | 行政院国家科学委員会傑出研究奨                                                             |
| 1989      | アメリカ合衆国の旗 | アメリカ国立衛生研究所 フォガーティ国際センター国外フェローシップ                          |
| 1989      | アメリカ合衆国の旗 | 米国疫学会（American College of Epidemiology） Overseas Fellow                             |
| 1991      | 中華民国の旗       | 青杏医学研究奨                                                                             |
| 1992      | 中華民国の旗       | 聯合医学論文奨                                                                             |
| 1992      | 中華民国の旗       | 教育部教学特優教師奨                                                                       |
| 1993      | アメリカ合衆国の旗 | 米国疫学会会員                                                                             |
| 1995-1999 | 中華民国の旗       | 傑出人才発展基金会傑出人才講座                                                             |
| 1995-2001 | 中華民国の旗       | 行政院国家科学委員会特約研究人員                                                           |
| 1996      | 中華民国の旗       | 衛生署二等衛生奨章                                                                         |
| 1997      | 中華民国の旗       | 教育部学術奨                                                                               |
| 1997-2002 | 中華民国の旗       | 教育部国家講座                                                                             |
| 1998      | 中華民国の旗       | 中央研究院院士                                                                             |
| 1999      | 中華民国の旗       | 台湾癌症基金会防癌研究傑出奨                                                               |
| 2001      | アメリカ合衆国の旗 | ISIトーマス・サイエンティフィック ISI Citation Classic Award                               |
| 2002      | 中華民国の旗       | 杜聡明博士紀念講座                                                                         |
| 2003      | 中華民国の旗       | 行政院国家科学委員会傑出特約研究員奨                                                       |
| 2005      | 中華民国の旗       | 衛生署一等衛生奨章                                                                         |
| 2005      | 中華民国の旗       | 行政院一等功績奨章                                                                         |
| 2005      | 中華民国の旗       | 総統科学奨（生命科学奨）                                                                   |
| 2005      | イタリアの旗       | 第三世界科学アカデミー会員                                                                 |
| 2007      | モンゴル国の旗     | モンゴル科学アカデミー名誉会員                                                             |
| 2008      | アメリカ合衆国の旗 | ハーバード大学 Cutter 予防医学講座                                                         |
| 2009      | アメリカ合衆国の旗 | 台美文教基金会傑出科技工程奨                                                               |
| 2010      | アメリカ合衆国の旗 | ジョンズ・ホプキンズ大学デルタ・オメガ 優等生協会（Honorary Society in Public Health）会員 |
| 2010      | 中華民国の旗       | 王民寧学術研究傑出貢献奨                                                                   |
| 2011      | タイ王国の旗       | タイ王国消化系学会 Prof. Vikit Viranuvatti 紀念奨座                                        |
| 2011      | 中華民国の旗       | 台湾癌症聯合学術年会台湾癌症防治貢献奨                                                     |
| 2012      | 中華民国の旗       | 行政院国家科学委員会一等科学専業奨章                                                       |
| 2012      | アメリカ合衆国の旗 | ジョンズ・ホプキンズ大学 「The Knowledge for the World」賞                                 |
| 2013      | 中華民国の旗       | 行政院傑出科技貢献奨                                                                       |
| 2014      | 中華民国の旗       | 中国医薬大学名誉博士                                                                       |
| 2016      | 中華民国の旗       | 中央研究院特等服務奨章                                                                     |
| 2017      | アメリカ合衆国の旗 | 米国科学アカデミー会員                                                                     |
| 2020      | 中華民国の旗       | 国立中山大学名誉博士                                                                       |
| 2020      | 中華民国の旗       | 高雄医学大学名誉博士                                                                       |
| 2021      | バチカンの旗       | ローマ教皇庁科学アカデミー会員（台湾出身者ではノーベル賞学者の李遠哲に次ぐ2例目）          |

### 勲章
| 年   | 国家         | 名称                               |
| ---- | ------------ | ---------------------------------- |
| 2009 | フランスの旗 | 国民教育省教育功労章（オフィシエ） |
| 2010 | バチカンの旗 | エルサレム聖墳墓騎士団（ナイト）   |
| 2013 | バチカンの旗 | 大聖グレゴリウス勲章（ナイト）     |
| 2020 | 中華民国の旗 | 中山勲章                           |

### 註釈
1. ↑  台湾ドラマ『我可能不會愛你（邦題：イタズラな恋愛白書）』の作中でチェン・ボーリン（陳柏霖）が演じた温厚な性格の登場人物「李大仁」の愛称。転じてそういった性格をもつ男性に対する代名詞[34]。「哥」は〇〇兄貴、○○兄さんという意味合いで使用される。